# فرودگاه شهری پاین هیل
 فرودگاه شهری پاین هیل (به انگلیسی: Pine Hill Municipal Airport) یک فرودگاه همگانی بهره‌برداری هوایی است که یک باند فرود آسفالت دارد و طول باند آن ۱۳۶۰ متر است. این فرودگاه در کشور ایالات متحده آمریکا قرار دارد و در ارتفاع ۳۷ متری از سطح دریا واقع شده است.